# Gordon Persons
Seth Gordon Persons (* 5. Februar 1902 in Montgomery, Alabama; † 29. Mai 1965 ebenda) war ein US-amerikanischer Politiker und Gouverneur von Alabama. Er war Mitglied der Demokratischen Partei.

## Frühe Jahre und politischer Aufstieg
Gordon Persons besuchte die Starke University School in Montgomery und studierte anschließend von 1921 bis 1922 Elektrotechnik am Alabama Polytechnic Institute, der heutigen Auburn University. Persons hatte eine umfangreiche Karriere im Rundfunk, wo er Eigentümer des Southern Radio Service von 1928 bis 1930 war, Präsident der Montgomery Broadcasting Company Radio Station WSFA von 1935 bis 1939, sowie ein Mitglied der Direktorengremiums der National Association of Broadcasters von 1935 und 1939. Danach war er als Hauptradioberater (Chief Radio Consultant) des Office of War Information zwischen 1941 und 1943 tätig und gehörte vier Jahre Alabamas Public Service Commission an.

## Gouverneur von Alabama
Am 7. November 1950 wurde Persons zum 46. Gouverneur von Alabama gewählt und am 15. Januar 1951 vereidigt. Während seiner Amtszeit wurde die Educational Television Commission geschaffen, die Finanzierung für Landstraßen und Bildungswesen angehoben und Gesetze verabschiedet, die den Hafturlaub sowie das Wohlfahrtssystem reformierten. Ferner fällte 1954 der Supreme Court sein Grundsatzurteil (siehe Brown vs. Board of Education), das die Segregation an öffentlichen Schulen für illegal erklärte. Außerdem wurden Gesetze verabschiedet, die sich gegen die Bildung einer Gewerkschaft von staatlichen Arbeitnehmern richteten, sowie ein Gesetzesentwurf, der neue Abstimmungsvoraussetzungen gezielt festschrieb, um den Schwarzen das Wahlrecht zu entziehen.

## Weiterer Lebenslauf
Persons verließ am 17. Januar 1955 sein Amt und zog sich ins Privatleben in Montgomery zurück. Er starb nach einem Schlaganfall am 29. Mai 1965 und wurde auf dem Greenwood Cemetery in Montgomery beigesetzt. Persons war mit Alice McKeithen verheiratet, mit der er zwei Kinder hatte.